# Соборний провулок (Харків)
Соборний провулок — невеликий провулок в центрі Харкова. Провулок знаходиться у Шевченківському районі і сполучає вулицю Квітки-Основ'яненка та майдан Конституції.

## Історія створення

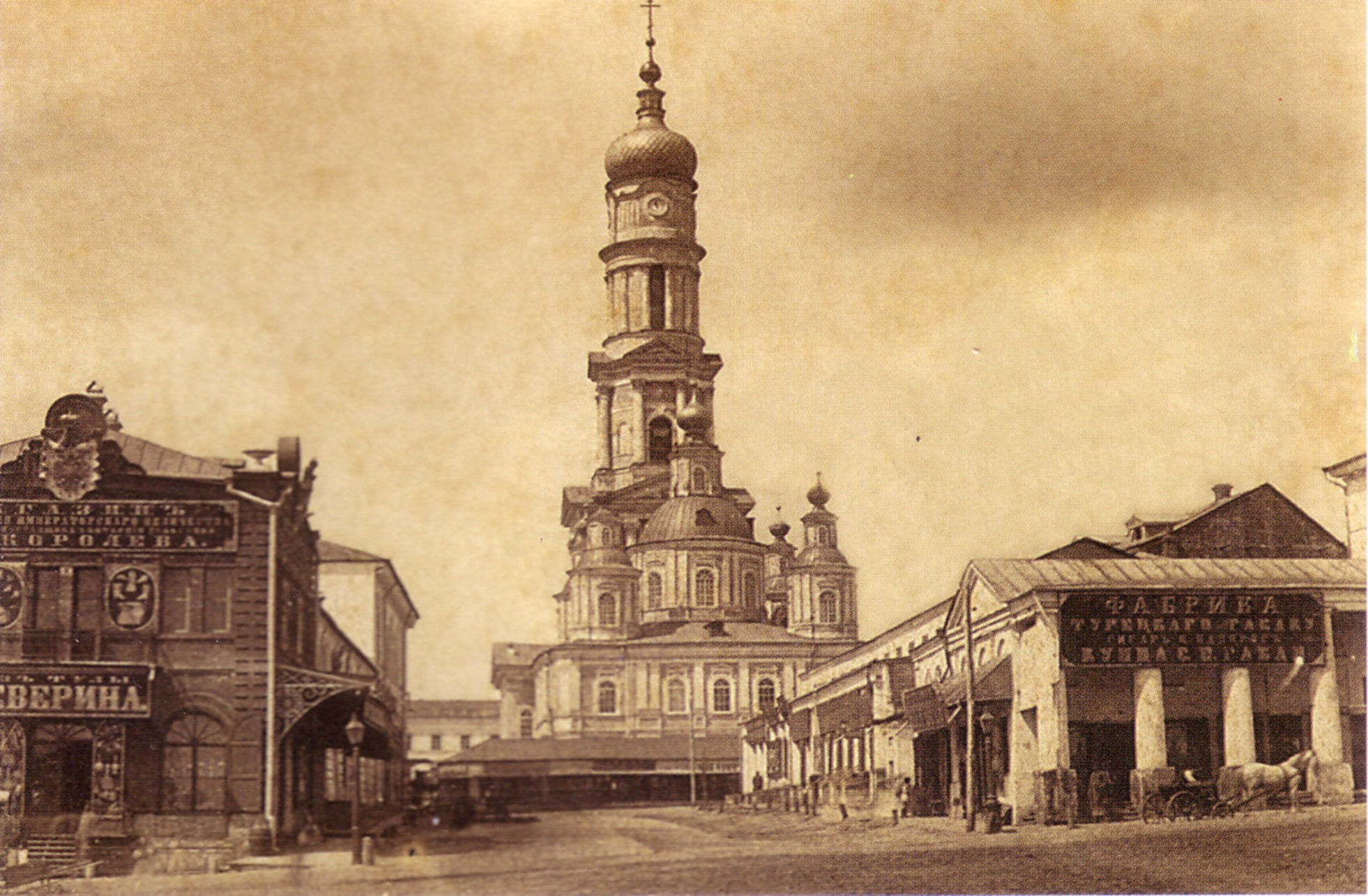
Соборний провулок у 1860-х роках на фото Василя Досєкіна

Провулок з'явився на початку XVIII століття і являв собою проїзд від центру Харківської фортеці до Шаповальної вежі (пізніше — Московської). Звідти по сучасному проспекту Героїв Харкова вела дорога на Москву.
У другій половині XVIII століття замість дерев'яної башти були побудовані кам'яні ворота. На території біля воріт були збудовані навіси та невеликі торгові крамниці, в яких продавали залізо, свічки, продовольство та інші товари. Провулок називався Капелюшним, бо на його території майстерень виробляли головні убори. Зокрема тут розташовувався магазин капелюшника Алгрена (з 1806), Давида Штейфона (з 1822), Прокопія Лаврівського і Карла Вейхельма (з 1840-х).
Початково провулок йшов від Університетської вулиці, праворуч оминав Успенський собор, перетинав Горяїнівський провулок (вулиця Квітки-Основ'яненка) і далі до Миколаївського майдану (майдан Конституції). Однак у II половині 1840-х років відрізок провулка від Університетської вулиці до Горяїновського провулку був виокремлений в окремий Клінічний провулок, названий на честь клінік університету, що розташовувалися на ньому з 1820 року. Нині цей відрізок називається Університетським провулком.
У XIX столітті провулок забудували житловими будівлями. У двадцятому столітті крім житлових будинків у провулку знаходилися магазини нот і живопису, а також ательє. На кутовому з майданом дворовому місці розташовувався флігель міської думи. В 1889 році там відкрився перший у місті адресний стіл.
У 1973 році він отримав назву провулок Радянський, тому що на розі провулка, площі (тоді — площі Радянської України) знаходилася будівля Харківської міської Ради депутатів трудящих.
20 листопада 2015 року на підставі Закону України «Про засудження комуністичного та націонал-соціалістичного тоталітарних режимів та заборону використання їх символіки», провулок перейменовано на Соборний.

## Будівлі
Зараз у провулку існує лише одна адреса: провулок Соборний, 1 — 6 поверховий кутовий багатоквартирний будинок, побудований на місці двоповерхового будинку С. Е. Тамбовцевої та інших торгових будинків у 1950-х роках за проєктом Е.Пономарьової та Л.Лаєвської. 2 березня 2022 року в будівлю влучила російська ракета, значно пошкодивши її. У провулок також виходять фасадами будинок Харківської міської ради й два будинки з вулиці Квітки-Основ'яненка. На початку XX століття у Капелюшному провулку було 6 адрес.

## Галерея

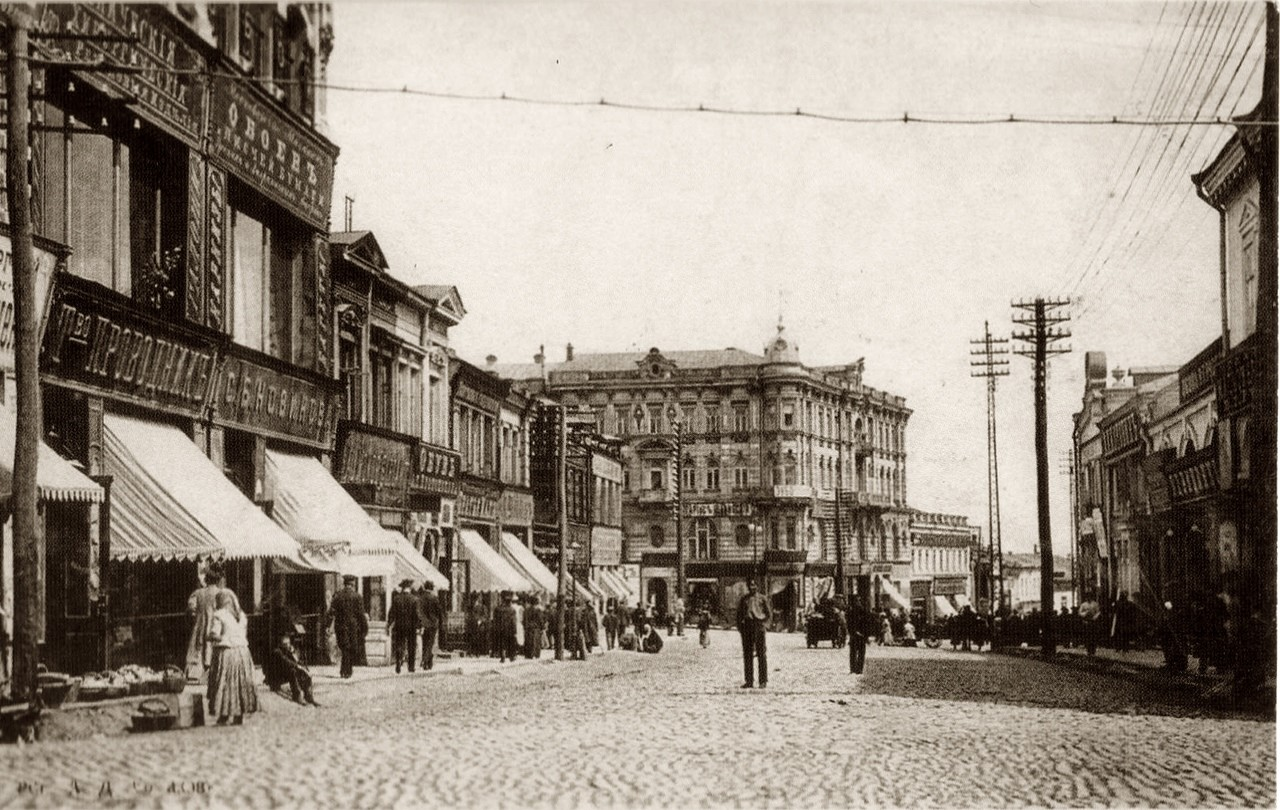
Капелюшний провулок в сторону майдану на початку ХХ століття
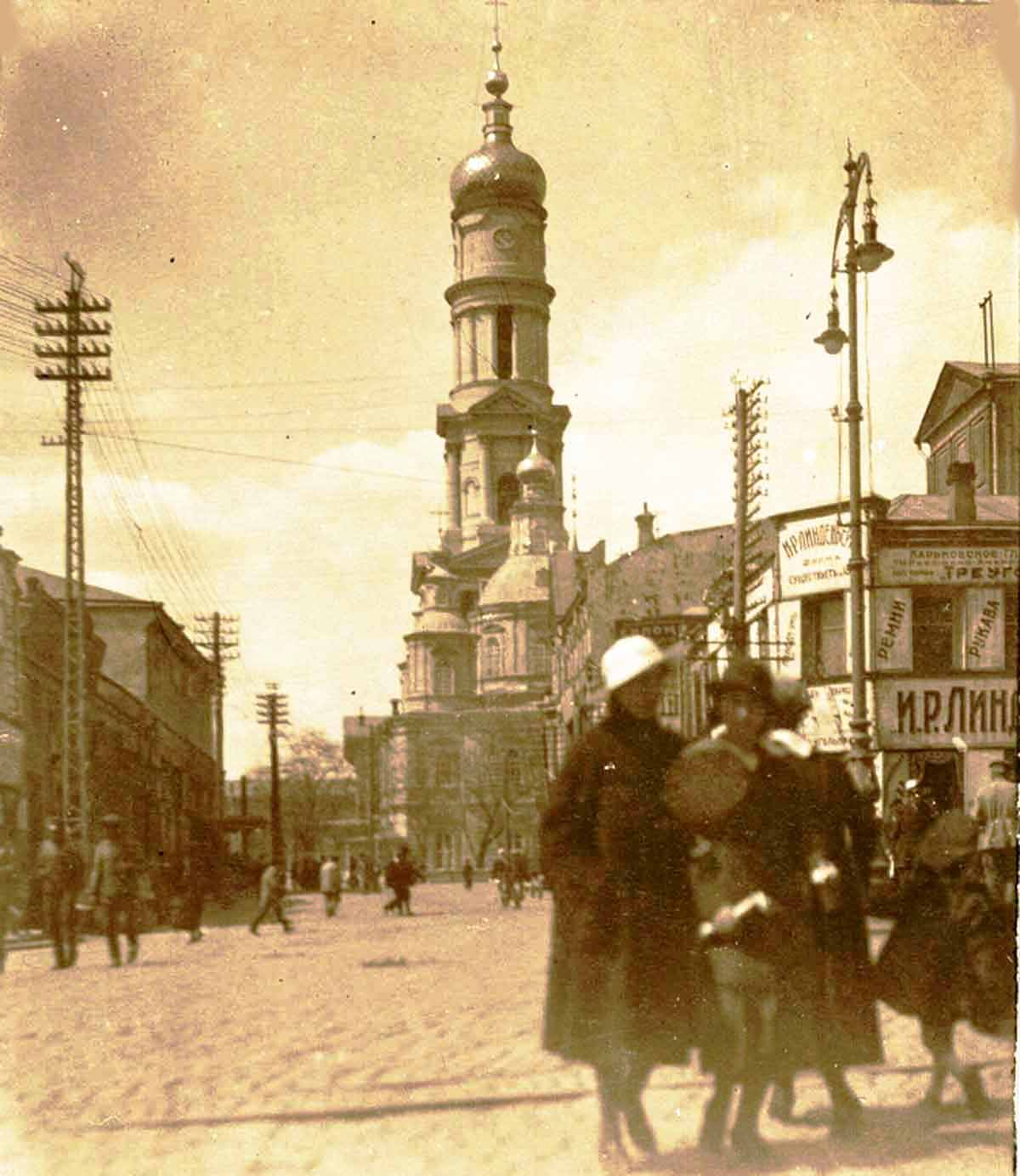
Соборний провулок у 1918 році під час влади Гетьманату в Харкові
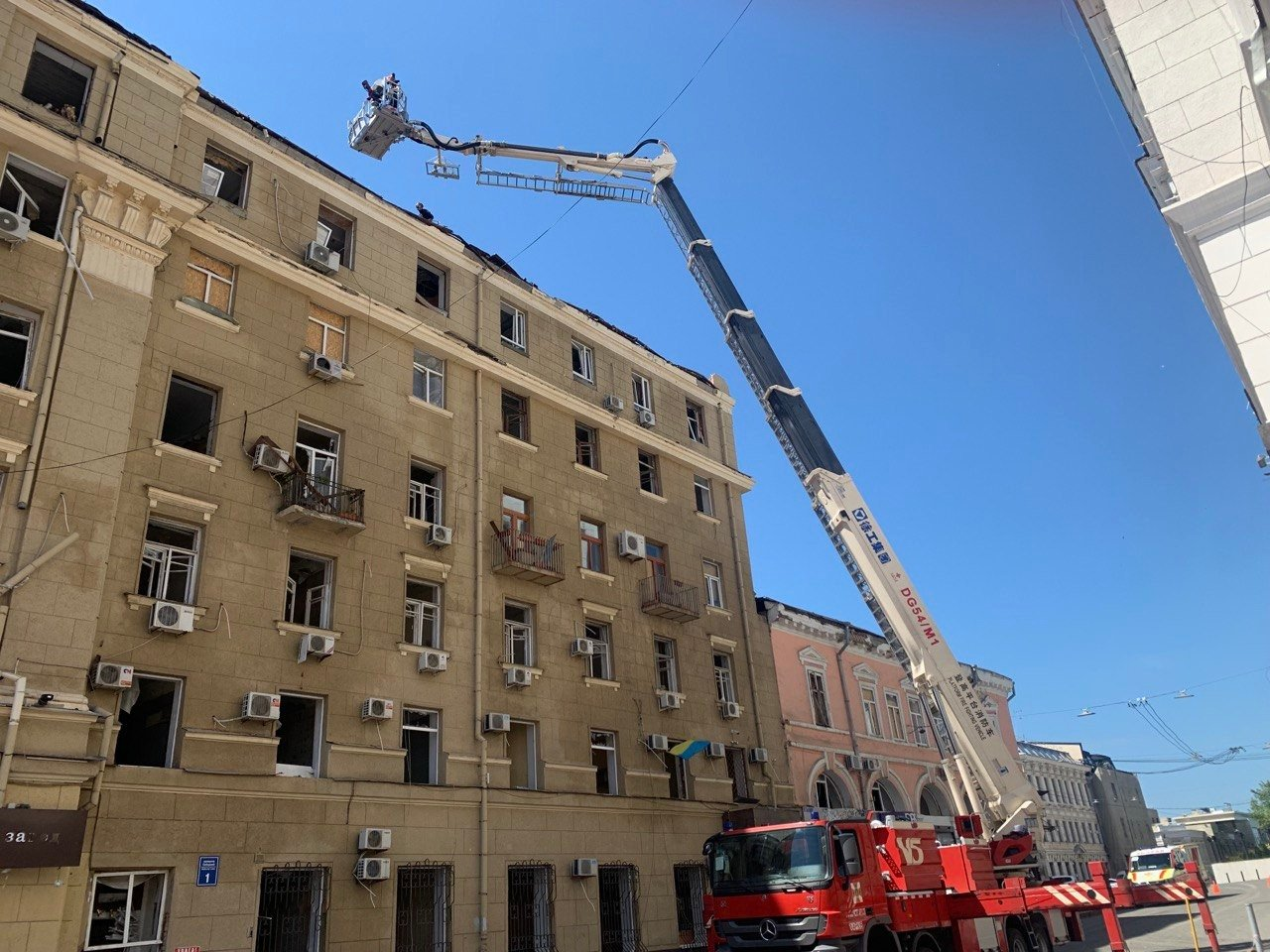
Розбір завалів на будинку №1 після влучання російської ракети